# Еварест Студит
Преподобни Еварест је хришћански светитељ. Пореклом је био из Галатије у Малој Азији. Рођен је за време владавине византијског цара Лава V Јерменина. Рођен је у угледној породици и био је добро образован. Одмалена је заволео монашки живот. Када је на власт дошао Михаило III, његова мајка царица Теодора је послала Еварестовог рођака Вриенија у Бугарску као изасланика, а Еварест је пошао са њим. Одсели су у Скопљу где је Еварест упознао једног старца монаха који га је замонашио. Као монах је прочитао књигу Светог Јефрема Сирина која је на њега оставила велики утисак тако да је почео са великом ревношћу да примењује поуке из књиге.
Старац му је, видевши његову ревност, дао препоручено писмо и послао га у Студитски манастир у Константинопољу. Тамо је изабрао једног старца за духовника на кога се угледао. Подвизавао се врло тешко, јео је сув хлеб једном недељно, а на телу је носио ланце. У таком подвизавању је живео 75 година.
Српска православна црква слави га 26. децембра по црквеном, а 8. јануара по грегоријанском календару.